# Mount Isto
Mount Isto (2736 m) – najwyższy szczyt w Górach Brooksa na Alasce w Stanach Zjednoczonych.
Szczyt znajduje się we wschodnich Górach Brooksa (Eastern Brooks Range), określanych też jako Romanzof Mountains (Góry Rumiancewa). Mount Isto sąsiaduje w odległości ok. 1 km z drugim co do wielkości szczytem Gór Brooksa – Mount Hubley (2718 m). Góra wznosi się na terenie chronionym, tzw. Arctic National Wildlife Refuge (Narodowego Arktycznego Rezerwatu Przyrody). Szczyt został nazwany w 1966 roku na cześć inżyniera Reynolda E. Petego Isto, pracującego dla amerykańskiej agencji naukowo-badawczej – United States Geological Survey. Isto prowadził pomiary, przebywając na Alasce w latach 1954–1961.
Do 2014 za najwyższy szczyt Gór Brooksa uznawano Mount Chamberlin (2713 m). Po przeprowadzeniu dokładniejszych badań ustalono, iż wyższy jest Mount Isto. Mount Chamberlin jest trzecim co do wielkości szczytem łańcucha, wyprzedza go Mount Hubley (2718 m). Dokładne określenie wysokości konkurujących szczytów opublikowane zostało 23 czerwca 2016 na łamach periodyku „The Cryosphere” wydawanego przez European Geosciences Union (Europejska Unia Nauk o Ziemi). Alpinistka i badaczka Kit DesLauriers wspięła się na szczyty, a następnie zjechała z nich, używając do pomiarów opartych na systemie pozycjonowania geograficznego (GPS) anteny przymocowanej do plecaka. Matt Nolan, glacjolog z University of Alaska, zastosował nową technikę zwaną fodarem, polegającą na wykorzystaniu profesjonalnej lustrzanki cyfrowej i niestandardowej elektroniki łączącej aparat z GPS. Uzyskane pomiary pomogły w przygotowaniu trójwymiarowych map badanych gór oraz ustaleniu ich faktycznych wysokości. System fodar pozwala na przeprowadzenie pomiaru z dokładnością do 20 cm.